# Gamla bankhuset
Gamla bankhuset i Umeå är en gulfärgad tvåvånings stenbyggnad i nyrenässansstil byggd 1877 på Storgatan 34, vid Tegsbrons norra fäste. På grund av byggnadens rundade hörn har den fått smeknamnet Smörasken.

## Byggnaden
Byggnaden är uppförd i sten i tidstypisk nyrenässansstil efter ritning från 1877 av Axel Cederberg vid Väg- och vattenbyggnadskåren. Cederberg var vid denna tid stadens tekniske rådgivare. Byggnaden har två våningar och gul fasad. Ursprungligen låg banksal och arbetsrum i bottenvåningen, medan övervåningen var till för bankdirektören och hade en större lägenhet med sex rum samt ett ungkarlsrum.

## Historia
Byggnaden uppfördes år 1877 och var då Westerbottens enskilda banks första bankhus. Efter stadsbranden i Umeå 1888 öppnades dock möjligheten att bygga ett nytt bankhus som låg mer centralt och hade ett mer representativt läge. År 1894 flyttade banken verksamheten till det nya bankhuset, nuvarande Handelsbanken vid Rådhusparkens östra sida. Det gamla bankhuset nyttjades under en tid därefter som hyreshus. 
Byggnaden har genom åren inhyst olika verksamheter och bland annat fungerat som tillfälligt magasin för Västerbottens museums samlingar 1936–1946, Umeå stadsbibliotek 1936–1954.
Huset är sedan 1980 byggnadsminne, och ägs av Umeå Energi, som 1992 gjorde omfattande restaureringar i byggnaden.